# Deutsche Turnerschaft

Deutsche Turnerschaft Fahne mit Turnerkreuz

Die Deutsche Turnerschaft (DT) war von 1868 bis 1936 der Dachverband der bürgerlichen Turnvereine in Deutschland.

## Vorgeschichte
Die Turnbewegung, die sich auf den „Turnvater“ Friedrich Ludwig Jahn gründete, sah sich nie als nur sportliche Organisation, sondern hatte immer auch eine politisch-bürgerlich-nationale Komponente. So waren neben den Burschenschaften auch die Turnerschaften (vielfach gab es auch Personalunionen) führend an der bürgerlichen Revolution von 1848 beteiligt. Der erste Turnplatz wurde von Jahn, der die Turnerei vor allem als „Leibeserziehung“ sah, 1811 auf der Berliner Hasenheide erbaut. Bald folgten nach seinem Vorbild Turnplätze in anderen Städten Deutschlands und in der Folge auch Vereine, die dort einen regelmäßigen Betrieb organisierten, so z. B. der älteste noch existierende Sportverein der Welt, die Hamburger Turnerschaft von 1816.

## Geschichte der DT
Die Deutsche Turnerschaft wurde 1868 von Theodor Georgii und Ferdinand Goetz als Zusammenschluss der Turnvereine in Deutschland und auch der deutschen Turnvereine im nahegelegenen Ausland (z. B. in Prag) gegründet. Georgii wurde erster Vorsitzender und Goetz, hauptberuflich Arzt in Lindenau (Leipzig), ehrenamtlicher Geschäftsführer. Ab 1895 war Ferdinand Goetz bis zu seinem Tode 1915 Vorsitzender. Goetz war dabei ein strikter Gegner jeden Wettkampfgedankens, konnte sich damit aber auf Dauer in der DT nicht durchsetzen. Er erreichte aber, dass die Leistungsbewertung im turnerischen Mehrkampf „gedeckelt“ wurde. Hierdurch wurde eine Leistungsbreite begünstigt und die Spitzenleistungen in einzelnen Disziplinen kontraproduktiv. Während im leichtathletischen Zehnkampf die Punkteskalen für die einzelnen Disziplinen nach oben offen sind und somit einzelne Spitzenleistungen schwache Leistungen in anderen Disziplinen kompensieren helfen, hatte der turnerische Mehrkampf oben geschlossene Skalen (mehr als 10 Punkte pro Disziplin nicht möglich), wodurch eine Kompensation schwacher Leistungen nicht möglich war und das turnerische Ideal der persönlichen Leistungsbreite ohne Leistungsspitze begünstigt wurde.
Die Arbeiterturnvereine, die sich nach Aufhebung des Sozialistengesetzes ab 1890 gründeten, traten der DT nicht bei, sondern gründeten 1893 den Arbeiter-Turnerbund (ATB). Diese Trennung war auch von der DT, die sich als rein bürgerlicher Verband empfand, gewollt. Goetz galt als einer der schärfsten Kritiker des Arbeitersports, dem er die notwendige sittliche und nationale Reife absprach.
1924 kam es auch zum Bruch der Deutschen Turnerschaft mit den anderen Sportspitzenverbänden: Auf ihrem Reichstreffen beschloss die DT die „reinliche Scheidung von Turnern und Sportlern“, die damit begründet wurde, dass die übrigen Sportverbände (vor allem die Ballsportverbände) sich nicht auch als politische, sondern lediglich als sportspezifische Verbände verstanden. Politisch war dabei zwar nicht als parteipolitische Ausrichtung der DT verstanden worden, Turner gehörten allen politischen Parteien rechts der SPD an (Sozialdemokraten und Kommunisten waren im Arbeitersport organisiert), trotzdem kann die DT zumindest in ihrer Breite als eine Deutschnationale Organisation verstanden werden. Mit der „reinlichen Scheidung“ mussten alle Turnvereine, die der DT angehörten, aus den übrigen Sportfachverbänden ausscheiden. Viele der bürgerlichen Turnvereine spalteten sich daraufhin, weil vor allem Fußballer, Handballer und Leichtathleten eigene Vereine gründeten.
Die Deutsche Turnerschaft selbst schloss unter ihrem neuen „Führer“ Edmund Neuendorff bereits auf der Hauptausschuss-Sitzung vom 8./9. April 1933 in Stuttgart jüdische Angehörige der Turnvereine durch den „Arierparagraphen“ aus, nachdem einen Tag zuvor das NS-Gesetz zur Wiederherstellung des Berufsbeamtentums erlassen worden war. Hierbei habe „nicht nur das Tempo, sondern auch die Radikalität, mit der die Turner vorgingen“, ihresgleichen gesucht.
Anlässlich der Deutschen Kampfspiele in Nürnberg wurde am 27. Juli 1934 die Neuordnung des gesamten Turn- und Sportwesens im Deutschen Reichsbund für Leibesübungen verkündet; der Bereich Turnen bildete hierin das „Fachamt I“. Die DT war damit faktisch aufgelöst, die formale Auflösung folgte zwei Jahre später auf Beschluss eines außerordentlichen Turntages in Berlin am 18. April 1936 zum 30. September desselben Jahres.

## Kreisturnfeste
Die Deutsche Turnerschaft hatte als deutscher Dachverband der Turnvereine das damalige Deutsche Reich in Turnkreise eingeteilt. Zum Turnkreis II gehörten die Turnvereine im Zobtengau, zu Turnkreis IIa Pommern, zu Turnkreis IIIb Brandenburg, zu Turnkreis IIIc Provinz Sachsen und Anhalt, zu Turnkreis IV „Norden“, zu Turnkreis VI. Unter-Elb-Gau bzw. Hannover-Braunschweig, zu Turnkreis X Baden, Elsaß-Lothringen, Pfalz, zu Turnkreis XI Schwaben, zu Turnkreis XIV. Sachsen. Diesen Turnkreisen oblag die Durchführung der Kreisturnfeste für die Sportler ihres geographischen Bereichs.

## Führung
- 1868–1888 Theodor Georgii
- 1888–1894 Alfred Maul
- 1895–1915 Ferdinand Goetz
- 1915–1919 Theodor Toeplitz
- 1919–1929 Oskar Berger
- 1929–1933 Alexander Dominicus
- 1933 Edmund Neuendorff

## Oberturnwarte
- 1919–1926 Arno Theodor Kunath
- 1926–1928 Max Schwarze
- 1929–1934 Carl Steding (1928 bereits kommissarisch)

## Nachfolgeorganisationen
Nach dem Zweiten Weltkrieg wurde in den Westzonen zunächst 1947 der Deutsche Arbeitsausschuß Turnen gegründet, aus dem 1950 in der Bundesrepublik Deutschland als Nachfolgeorganisation der DT der Deutsche Turner-Bund (DTB) hervorging. Dieser trat auch dem Deutschen Sportbund (DSB) bei, so dass die „reinliche Scheidung“ zwischen Turnern und Sportlern ein Ende hatte. Da auch die während des Nationalsozialismus verbotenen Arbeitersportvereine, soweit sie überhaupt als solche wiedergegründet wurden, nunmehr den „bürgerlichen“ Fachverbänden beitraten, waren auch erstmals alle Turner unter einem Dach vereint.
In der DDR wurde der Deutsche Turn-Verband (DTV) als Teilverband des Deutschen Turn- und Sportbundes der DDR (DTSB) als neue Spitzenorganisation des Turnens gegründet. Dieser trat nach der Vereinigung der beiden deutschen Staaten 1990 dem DTB bei.

## Sportarten

### Gerätturnen und Turnspiele
Hauptsportart der in der DT zusammengeschlossenen Vereine war das Gerätturnen, dazu kamen später die so genannten Turnspiele wie Schlagball, Faustball, Prellball.

### Andere Sportarten
In der Zeit der „reinlichen Scheidung“ wurden unter der Obhut der DT auch andere Sportarten wettkampfmäßig betrieben, um denjenigen Sportlern, die in den Turnvereinen verblieben waren und sich somit von ihren Fachverbänden getrennt hatten, die Ausübung ihres Sports weiter zu ermöglichen. Diese spielten teilweise eigene deutsche Meisterschaften aus.

#### Fußball
Deutsche Fußballmeisterschaft der DT (Endspiele):
- 1925: MTV Fürth – Kieler MTV 5:0
- 1926: MTV Fürth – Hamburg-Rothenburgsorter TV 3:2
- 1927: TV 1861 Forst – TV 1846 Mannheim 6:0
- 1928: Harburger TB 1865 – ATV Leipzig-Paunsdorf 1:0
- 1929: TV 1846 Mannheim – ATG Gera 5:0
- 1930: Kruppsche TG Essen – MTV Wilhelmsburg 5:4 n. V.
- 1931: nach Ende der „reinlichen Scheidung“ nicht weiterhin ausgetragen[4]
- 1932: dito
- 1933: Polizei SV Kiel - TB Saarbrücken 4:0

Die Fußballer der DT gründeten sogar eine Auswahlmannschaft, die zwei Länderspiele gegen die Niederlande bestritt (6. Juli 1927 in Köln 2:2, 24. Juli 1932 in Dortmund 5:0).

#### Handball
Bereits ab 1921 – und damit vor der reinlichen Scheidung – begann die DT deutsche Meisterschaften im Feldhandball auszurichten. Ab 1931 spielten die DT-Meister dann Entscheidungsspiele gegen die Deutschen Handballmeister der Deutschen Sportbehörde für Leichtathletik aus (siehe Deutsche Handballmeister). Deutsche Handballmeister der DT wurden:
- Frauen
  - 1921 Oldenburger Turnerbund
  - 1922 Berliner Turngenossenschaft
  - 1923 TV Eintracht Frankfurt
  - 1924 nicht ausgetragen
  - 1925 Turngemeinde Berlin
  - 1926 Hamburger Turnerschaft Barmbeck-Uhlenhorst
  - 1927 nicht ausgetragen
  - 1928 Hamburger Turnerschaft Barmbeck-Uhlenhorst
  - 1929 TV Vorwärts Breslau
  - 1930 TV Vorwärts Breslau
  - 1931 TV Vorwärts Breslau
  - 1932 TV Vorwärts Breslau
  - 1933 NSTV Breslau
- Männer
  - 1921 TSV 1860 Spandau
  - 1922 TSV 1860 Spandau
  - 1923 TuRU Düsseldorf
  - 1924 Turnverein Seckbach 1875, Frankfurt am Main
  - 1925 Turngemeinde Stuttgart
  - 1926 Polizeisportverein Rastatt
  - 1927 Polizeisportverein Rastatt
  - 1928 TV Chemnitz-Gablenz
  - 1929 TV Friesenheim, Ludwigshafen am Rhein
  - 1930 TV Friesenheim, Ludwigshafen am Rhein
  - 1931 TV Oppum, Krefeld
  - 1932 TSV Herrnsheim, Worms
  - 1933 Allgemeine Turngemeinde Gera

#### Marathon
Am 30. August 1925 fand in Leipzig die „1. Deutsche Meisterschaft der Turner im Marathonlauf“ statt. Die Turner kamen damit den Leichtathleten um eine Woche zuvor: Die erste Deutsche Meisterschaft im Marathonlauf der „Deutschen Sportbehörde für Leichtathletik“ (des heutigen Deutschen Leichtathletik-Verbands, DLV) führte am 6. September 1925 von Halle nach Leipzig. Die von den Turnern am 30. August gelaufene Strecke war lediglich zwischen 40 und 41,48 Kilometer lang (die Angaben variieren) und damit kürzer als die 1921 vom Internationalen Verband für Leichtathletik (IAAF) verbindlich festgelegten 42,195 Kilometer. Johannes Theuerkauf siegte in 2:37:38 Stunden. Weitere Deutsche Marathon-Meisterschaften der Turner fanden 1926, 1927, 1929 und 1930 statt, die letzte ebenfalls in Leipzig.